# Faubourg (Charleroi)
Le Faubourg est un quartier de la ville belge de Charleroi dans la province du Hainaut. Le quartier se situe au nord de l'ancienne ville, l'actuelle section Charleroi.

## Patrimoine et bâtiments
- L'église Saint-Eloi, édifice néo-roman construit en 1872-1875 par l'architecte Auguste Cador, l'église est consacrée le 8 mai 1881[1]’[2]. L'église est inoccupée depuis 2016 et désacralisée en 2019 est en voie de démolition pour l'aménagement de la place du projet « plan place »[3].

- Hôpital Notre-Dame, Construit en 1962 sur les terrains anciennement occupés par le puits no 12 de la Société Mambourg et Bawette.
- Hostellerie Ouvrière, rue Marie Danse. Construite en 1898, et tenue par les Frères de la charité, elle servait de home pour les ouvriers isolés. Le bâtiment devint de 1904 à 1924 en partie l'école des Sourds-Muets. Vers 1930, le bâtiment est repris par les Aumôniers du Travail de Charleroi qui le transforme en pensionnat[4].
- Deux habitations édifiées dans un style « 1900 », de trois niveaux[5], rue Marie Danse.
- Collège Technique des Aumôniers du Travail. Fondé en 1901[6], situé Grand'Rue.

### Bâtiments
- Le centre commercial Ville 2, inauguré le 14 mars 1990 et agrandi au début des années 2010, et le complexe cinématographique Pathé, d'abord dénommé le « Carollywood » et « Cinépointcom » qui se trouvent sur l'emplacement du terril du Mambourg.
- Châteaux d'eau, construis en 1946[7], la première cuve a été mis en service en 1948 et la seconde en 1950[8], ils se situent à la limite avec Montignies-sur-Sambre.

## Lieux publics

### Parcs
Parc Lambert, rue Casimir Lambert et rue de la Motte et parc Hiernaux.

### Cimetière
Cimetière de Charleroi Nord.

## Enseignement
- École communale du Nord, rue Émile Vandervelde.
- École communale de l'Alouette, rue du Terril.
- Collège Technique des Aumôniers du Travail, Grand'Rue.
- Collège des Aumôniers du Travail, rue Marie Danse.
- Académie des Beaux-Arts de Charleroi (Alphonse Darville), rue Dourlet.

## Service santé
- Hôpital : Grand Hôpital de Charleroi - Notre Dame, Grand'Rue.

- Maison de Repos : Résidence Brichart, rue Casimir Lambert.

## Galerie

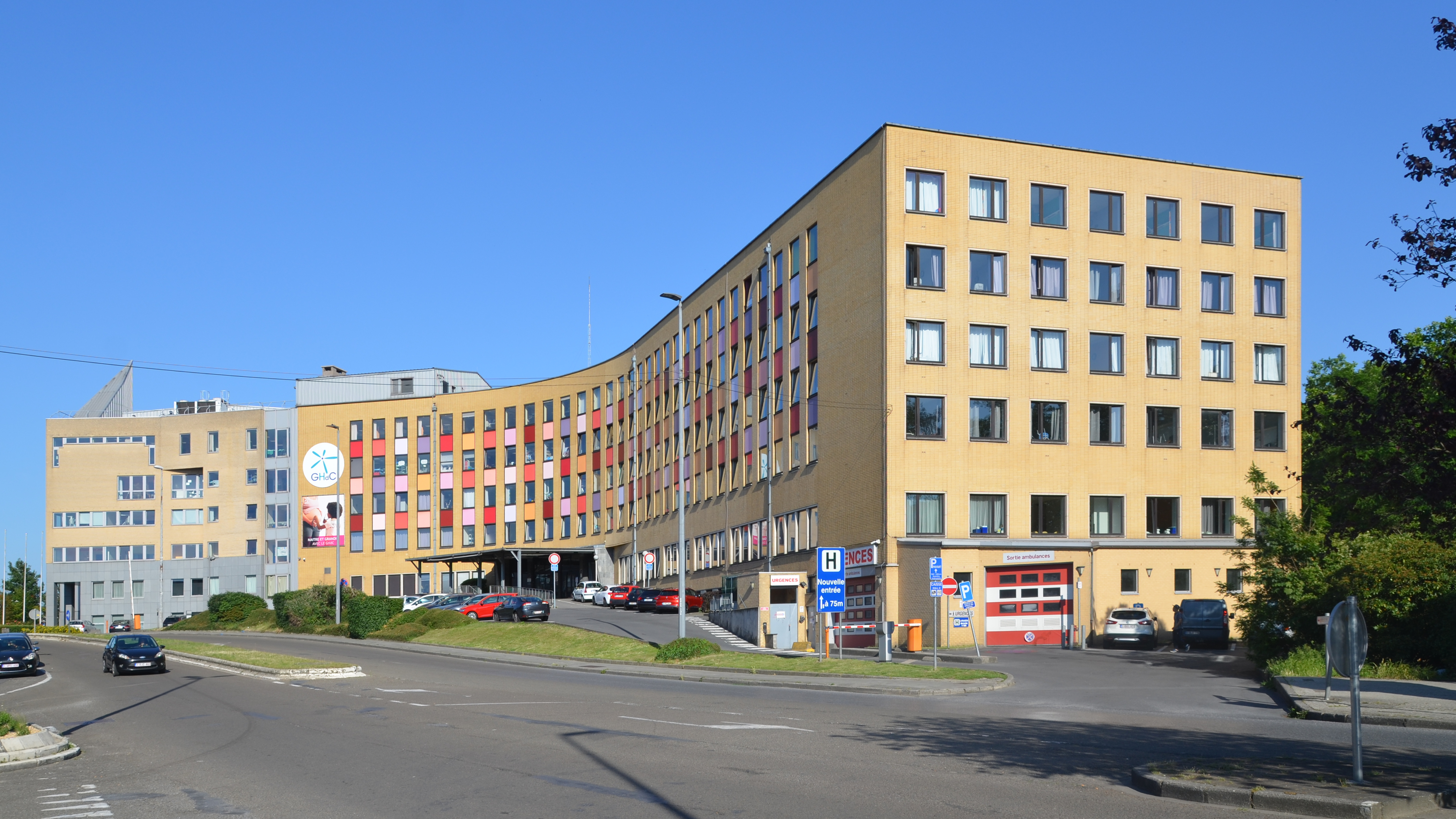
L'hôpital Notre-Dame.
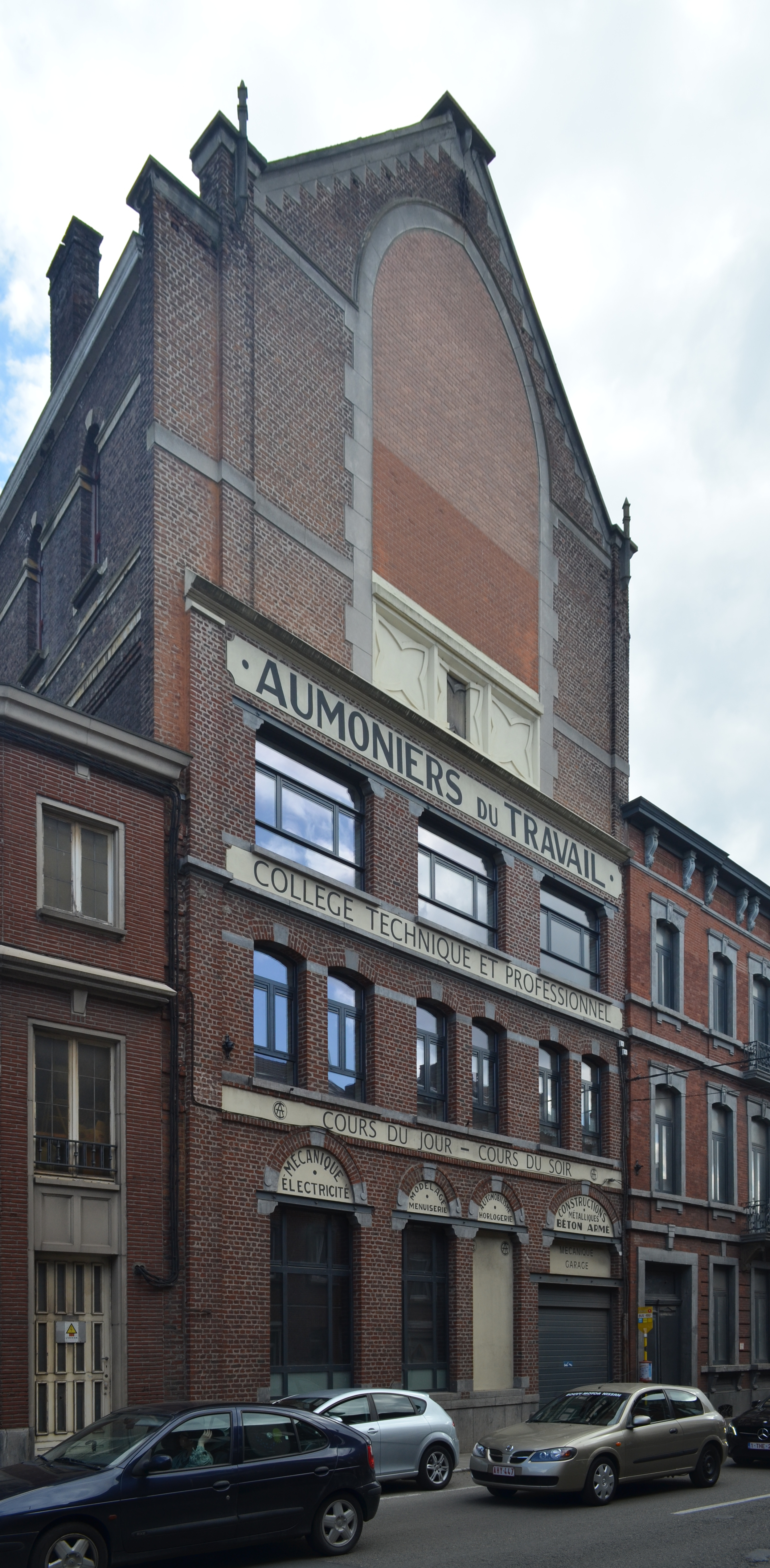
Collège Technique des Aumôniers du Travail Grand'Rue.
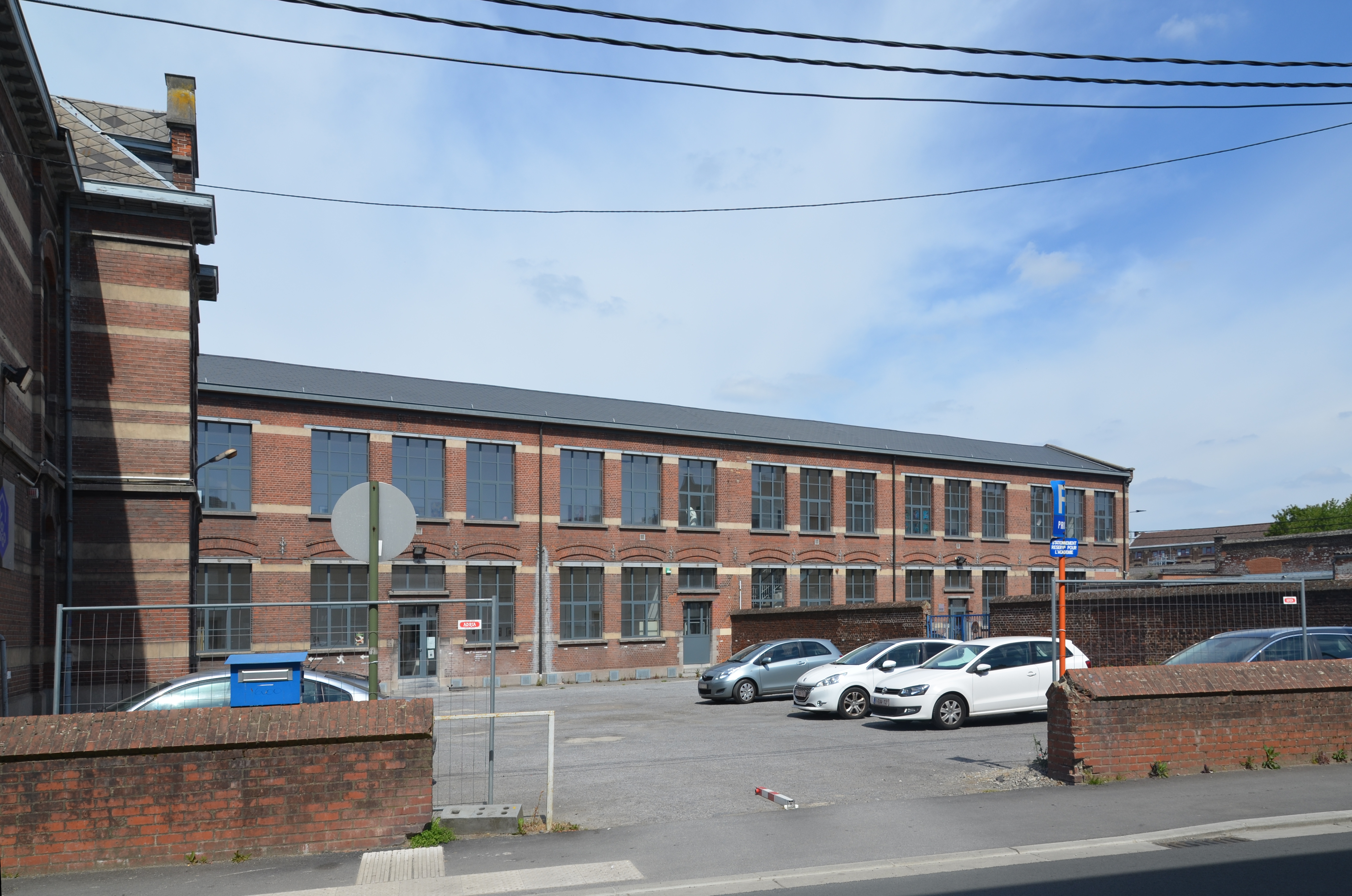
Académie des Beaux-arts Alphonse Darville rue Dourlet.
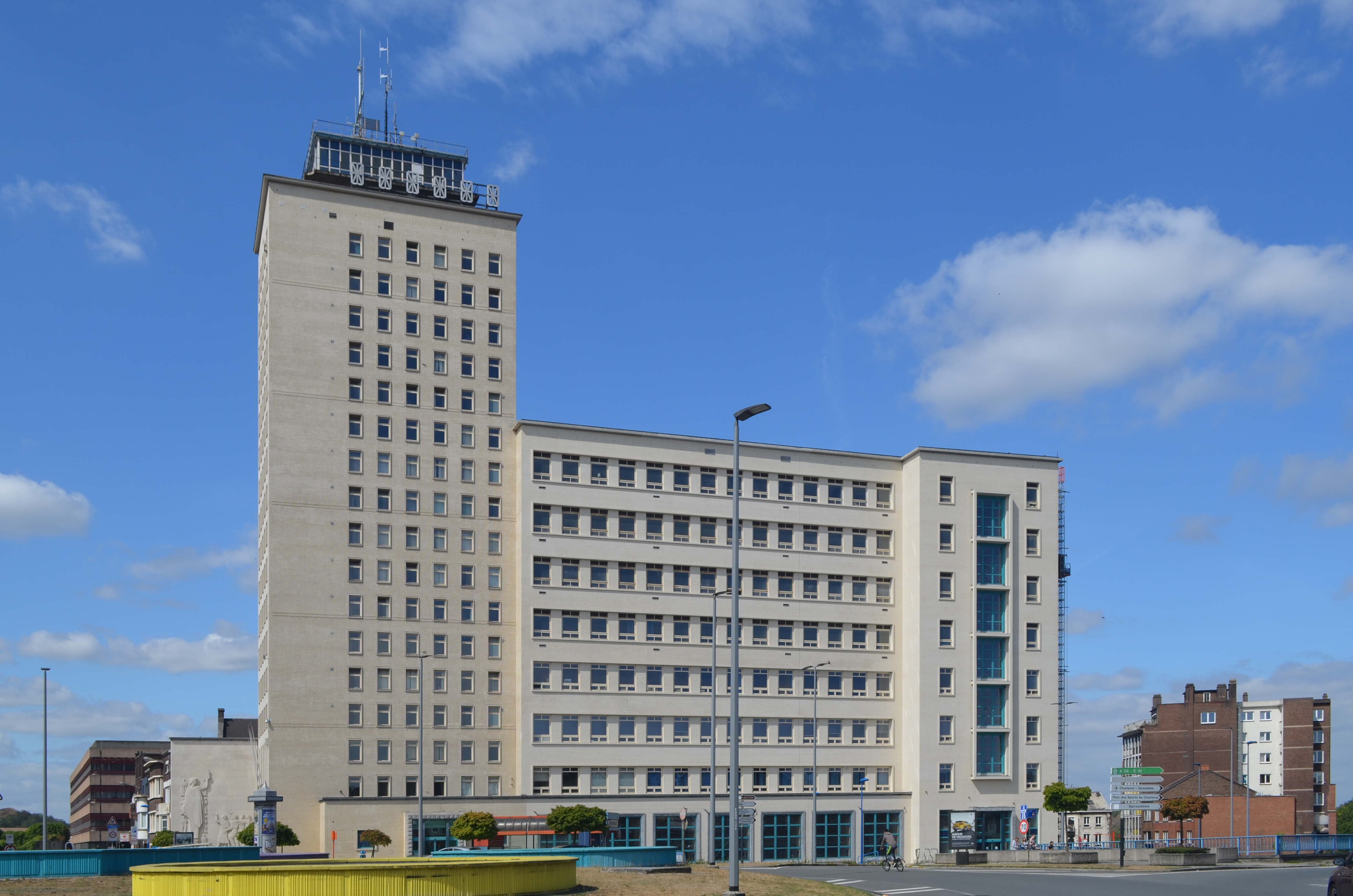
La Vigie hennuyère et la Cité juvénile.
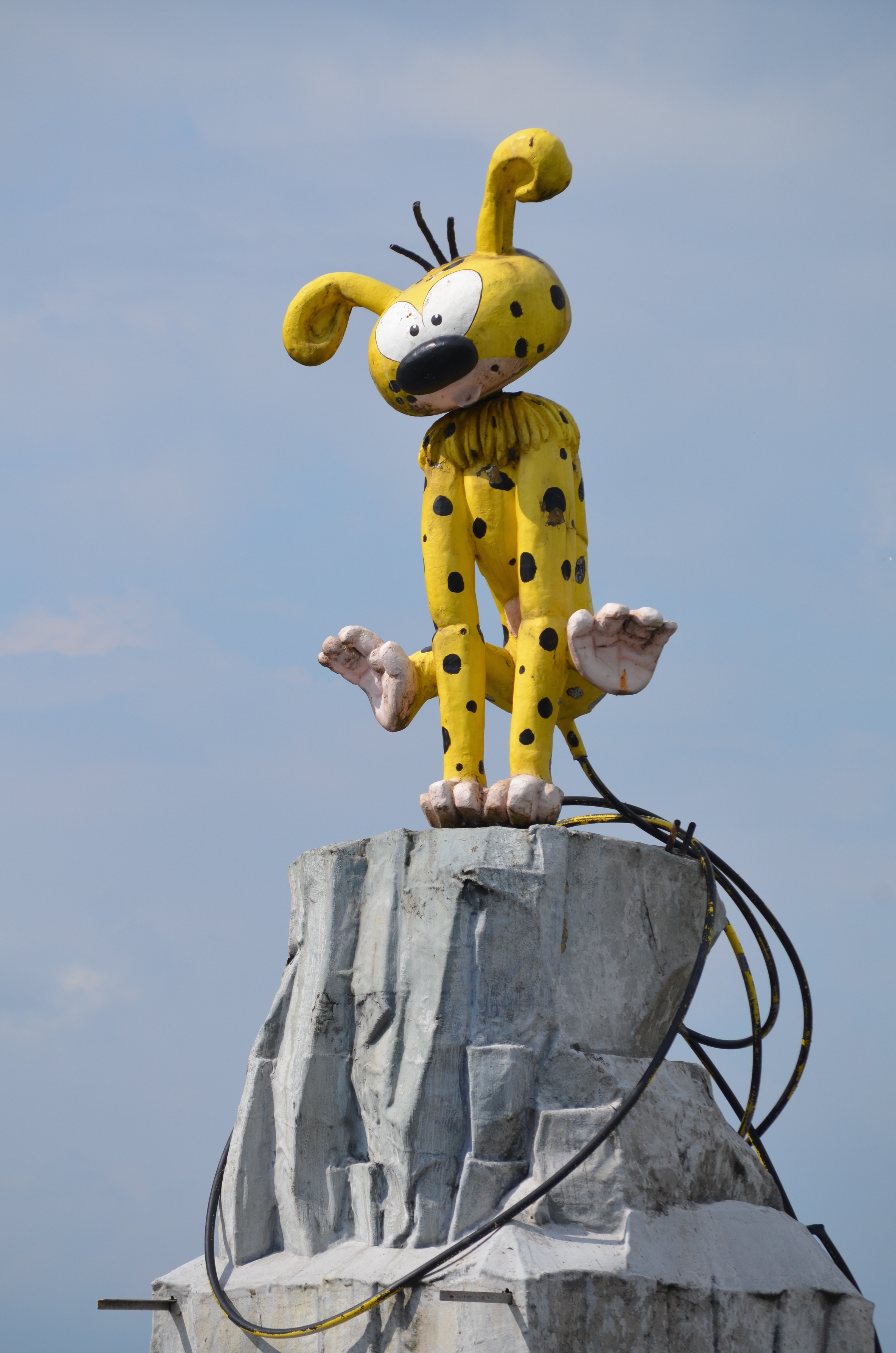
Statue du Marsupilami, Square Hiernaux.
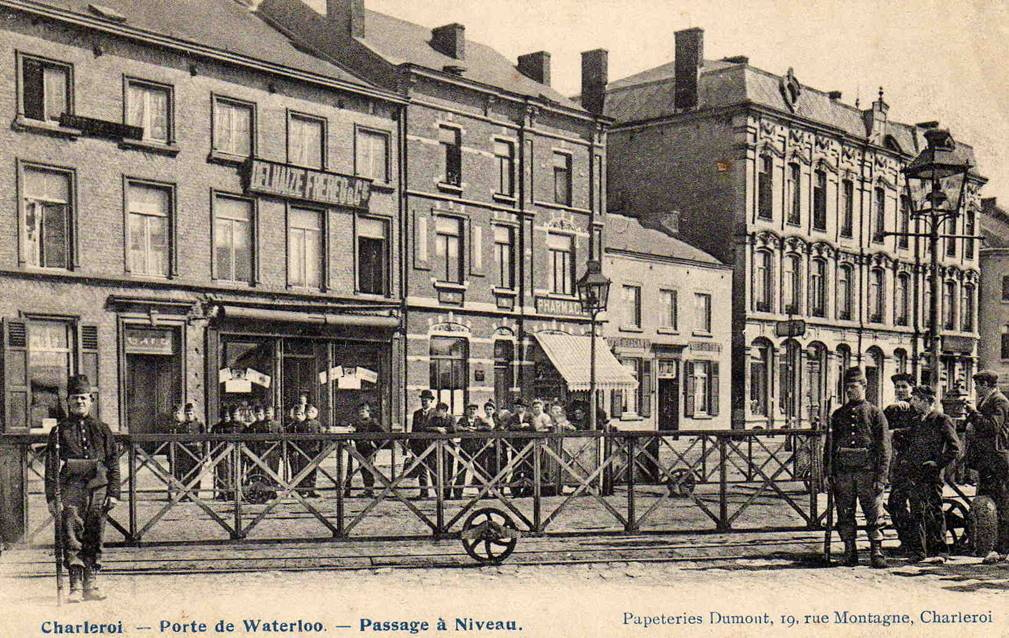
La porte de Waterloo vers 1900.
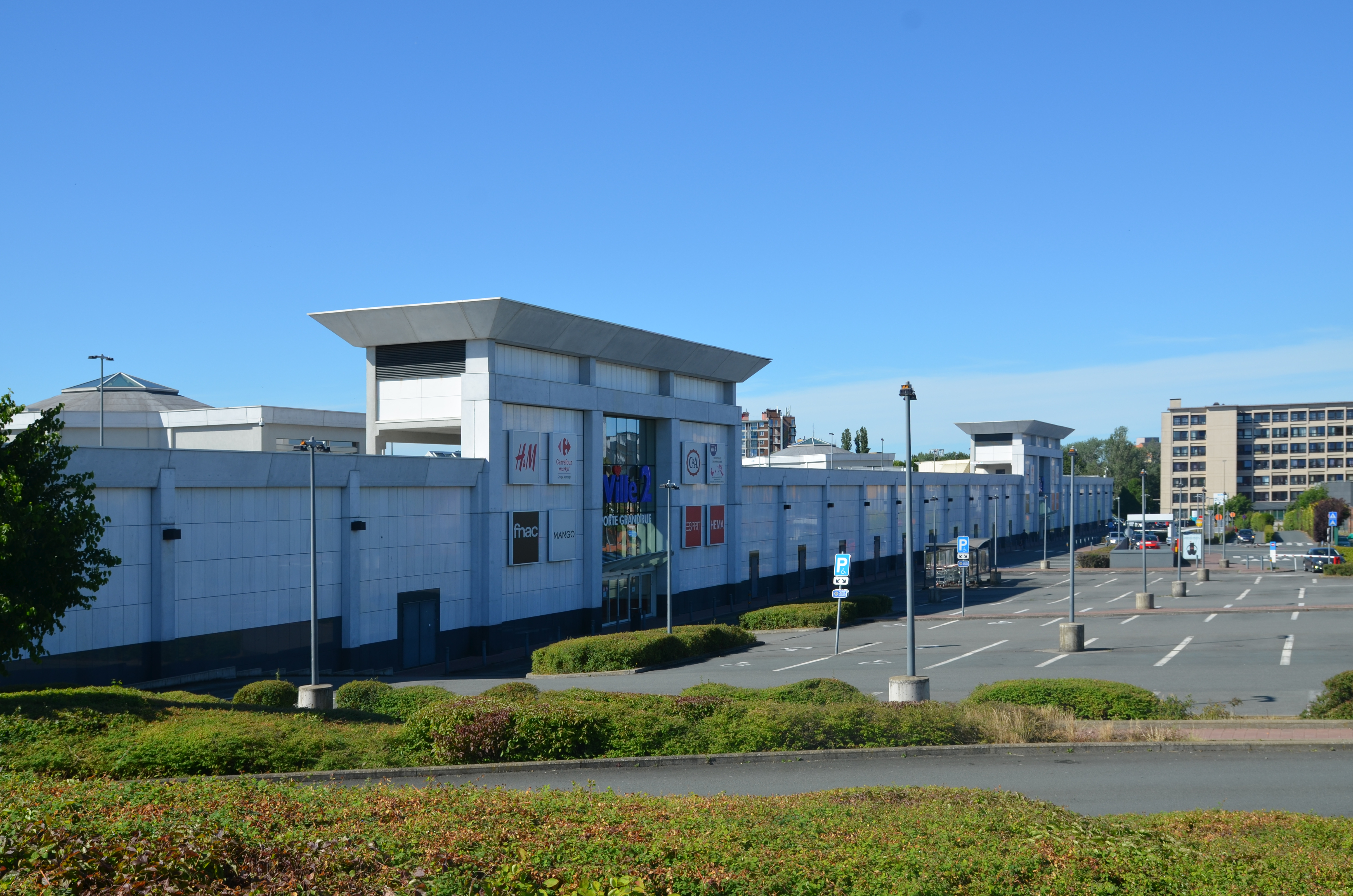
Le centre commercial Ville 2.
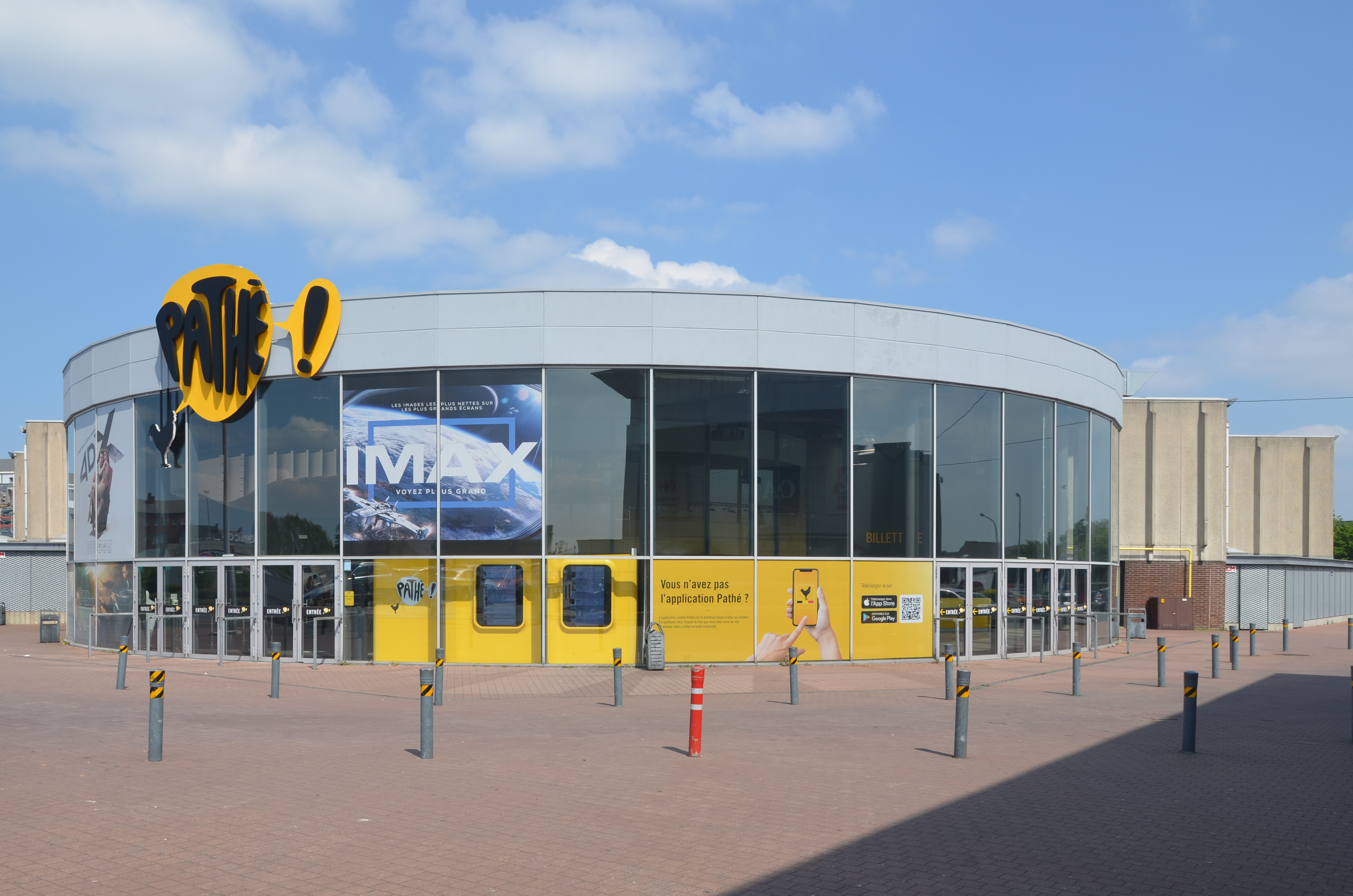
Le complexe cinématographique Pathé.

## Sports

### Infrastructures sportives
Complexe sportif et courts de tennis du Fit Five, rue Dourlet.